# Konstandinos Filippidis
Konstandínos „Kostas“ Filippídis (griechisch Κωνσταντίνος Φιλιππίδης; * 26. November 1986 in Athen) ist ein griechischer Leichtathlet, der sich auf den Stabhochsprung spezialisiert hat.

## Sportliche Laufbahn
Erste internationale Erfahrungen sammelte Kostas Filippidis im Jahr 2003, als er bei den Jugendweltmeisterschaften im kanadischen Sherbrooke mit übersprungenen 4,95 m den vierten Platz belegte. Anschließend gewann er beim Europäischen Olympischen Jugendfestival (EYOF) in Paris mit 4,80 m die Bronzemedaille. Im Jahr darauf siegte er bei den Balkan-Hallenmeisterschaften in Peania mit 5,40 m und im Juli klassierte er sich bei den Juniorenweltmeisterschaften in Grosseto mit einer Höhe von 5,35 m auf dem vierten Platz. 2005 siegte er erneut bei den Balkan-Hallenmeisterschaften in Peania mit 5,50 m und schied anschließend bei den Halleneuropameisterschaften in Madrid mit 5,60 m in der Qualifikation aus. Anfang Juli siegte er bei den Mittelmeerspielen in Almería mit 5,60 m und gewann kurz darauf bei den Junioreneuropameisterschaften in Kaunas mit 5,45 m die Silbermedaille. Daraufhin schied er bei den Weltmeisterschaften in Helsinki mit 5,45 m in der Qualifikation aus und gewann anschließend bei der Sommer-Universiade in Izmir mit 5,75 m die Silbermedaille hinter dem Deutschen Björn Otto und stellte damit auch einen neuen griechischen Landesrekord auf. 2006 startete er bei den Europameisterschaften in Göteborg, verpasste dort aber mit 5,35 m den Finaleinzug. 2007 gewann er bei den Balkan-Hallenmeisterschaften in Piräus mit 5,35 m die Silbermedaille und wurde dann am 16. Juni 2007 bei einer Dopingkontrolle positiv auf das Stimulanz Etilefrin getestet. Zunächst wurde eine zweijährige Sperre wegen eines Verstoßes gegen die Dopingbestimmungen verhängt, die Anfang 2009 mit Inkrafttreten des neuen WADA-Codes aufgrund des Lex-mitior-Grundsatzes aufgehoben wurde.
2009 belegte er bei den Studentenweltspielen in Belgrad mit 5,15 m den neunten Platz und schied daraufhin bei den Weltmeisterschaften in Berlin mit 5,55 m in der Qualifikation, ehe er beim IAAF/VTB Bank World Athletics Final in Thessaloniki mit 5,50 m den sechsten Platz belegte. Im Jahr darauf klassierte er sich bei den Hallenweltmeisterschaften in Doha mit 5,65 m auf dem vierten Platz und im Sommer schied er bei den Europameisterschaften in Barcelona mit 5,40 m erneut in der Qualifikationsrunde aus. 2011 wurde er bei den Halleneuropameisterschaften in Paris mit übersprungenen 5,61 m Fünfter und bei den Weltmeisterschaften in Daegu erreichte er mit 5,75 m im Finale Rang sechs. 2012 siegte er bei den Balkan-Hallenmeisterschaften in Istanbul mit einer Höhe von 5,75 m und kurz darauf wurde er bei den Hallenweltmeisterschaften ebendort mit 5,70 m Siebter. Anschließend gelangte er bei den Europameisterschaften in Helsinki mit 5,72 m auf den fünften Platz und nahm dann an den Olympischen Spielen in London teil, bei denen er mit 5,65 m im Finale den sechsten Platz belegte. Nach den Spielen sprang er in Lausanne mit 5,80 m neuen Landesrekord.
2013 belegte er bei den Halleneuropameisterschaften in Göteborg mit 5,76 m den vierten Platz und anschließend siegte er bei der Diamond League in Doha mit neuem Landesrekord von 5,82 m und anschließend siegte er mit 5,72 m bei der Athletissima in Lausanne. Bei den Weltmeisterschaften in Moskau erreichte er mit 5,65 m Rang zehn und wurde dann beim Memorial Van Damme in Brüssel mit 5,74 m Zweiter. Im Jahr darauf siegte Filippidis bei den Hallenweltmeisterschaften im polnischen Sopot mit einer Höhe von 5,80 m. Mitte Mai wurde er beim Shanghai Golden Grand Prix mit 5,62 m Zweiter und bei den Bislett Games in Oslo mit 5,60 m Dritter. Im August wurde er bei den Europameisterschaften in Zürich mit 5,60 m Siebter und siegte dann beim DN Galan in Stockholm mit 5,60 m und wurde beim Memorial Van Damme mit 5,65 m Zweiter. 2015 belegte er bei den Halleneuropameisterschaften in Prag mit 5,75 m den fünften Platz und Mitte Mai siegte er beim Diamond League Auftakt in Doha mit 5,75 m. Bei der Diamond League in Paris Saint-Denis steigerte er den griechischen Landesrekord auf 5,91 m und siegte damit auch in diesem Wettkampf. Anschließend wurde er beim Herculis mit 5,82 m Zweiter und schied bei den Weltmeisterschaften in Peking mit 5,55 m in der Qualifikationsrunde aus, ehe er beim Memorial Van Damme mit 5,80 m Dritter wurde. Im Jahr darauf belegte er bei den Hallenweltmeisterschaften in Portland mit 5,65 m den siebten Platz und Anfang Juli wurde er bei den Europameisterschaften in Amsterdam mit 5,30 m ebenfalls Siebter. Anschließend nahm er erneut an den Olympischen Spielen in Rio de Janeiro teil und belegte dort mit 5,50 m im Finale den siebten Platz.
2017 gewann er bei den Balkan-Hallenmeisterschaften in Belgrad mit 5,71 m die Silbermedaille und kurz darauf gewann er bei den Halleneuropameisterschaften ebendort mit neuem Hallenrekord von 5,85 m die Silbermedaille hinter dem Polen Piotr Lisek. Im Jahr darauf belegte er bei den Hallenweltmeisterschaften in Birmingham mit 5,70 m den siebten Platz und bei den Europameisterschaften in Berlin wurde er mit übersprungenen 5,75 m Sechster. 2019 gelangte er bei den Halleneuropameisterschaften in Glasgow bis ins Finale, scheiterte dort aber an der Anfangshöhe und bei den Weltmeisterschaften in Doha schied er mit 5,70 m in der Qualifikation aus. Auch bei den Halleneuropameisterschaften in Toruń reichten 5,50 m nicht für den Finaleinzug. Ende Juli verpasste er auch bei den Olympischen Spielen in Tokio mit 5,50 m den Finaleinzug.
In den Jahren 2005 und von 2009 bis 2020 wurde Filippídis griechischer Meister im Stabhochsprung im Freien sowie 2007 un von 2010 bis 2017 auch in der Halle.

## Persönliche Bestleistungen
- Stabhochsprung: 5,91 m, 4. Juli 2015 in Paris Saint-Denis (griechischer Rekord)
  - Stabhochsprung (Halle): 5,85 m, 3. März 2017 in Belgrad (griechischer Rekord)